# Kernspinresonanz
Kernspinresonanz, auch magnetische Kernresonanz oder kernmagnetische Resonanz, (abgekürzt NMR nach englisch nuclear magnetic resonance) ist ein (kern)physikalischer Effekt, bei dem Atomkerne einer Materialprobe in einem konstanten Magnetfeld elektromagnetische Wechselfelder absorbieren und emittieren. Die Kernspinresonanz ist die Grundlage sowohl der Kernspinresonanzspektroskopie (NMR-Spektroskopie), eine der Standardmethoden bei der Untersuchung der Struktur von organischen Molekülen in Flüssigkeiten und der translatorischen Dynamik (Diffusion) von Molekülen und Ionen in Flüssigkeiten und Festkörpern, als auch der Kernspinresonanztomographie (Magnetresonanztomographie, MRT) für die medizinische bildgebende Diagnostik.
Die Kernspinresonanz beruht auf der Larmorpräzession der Kernspins um die Achse des konstanten Magnetfelds. Durch die Emission oder Absorption von magnetischen Wechselfeldern, die mit der Larmorpräzession in Resonanz sind, ändern die Kerne die Orientierung ihrer Spins zum Magnetfeld. Wird mittels einer Antennenspule das emittierte Wechselfeld beobachtet, spricht man auch von Kerninduktion. Die Absorption eines eingestrahlten Wechselfelds wird anhand des Energieübertrags zu den Kernspins beobachtet.
Die Resonanzfrequenz ist proportional zur Stärke des Magnetfelds am Ort des Kerns und zum Verhältnis des magnetischen Dipolmoments des Kerns zu seinem Spin (gyromagnetisches Verhältnis). Die Amplitude des gemessenen Signals ist u. a. proportional zur Konzentration der betreffenden Art von Kernen (Nuklid) in der Probe. Die Amplitude und besonders die Frequenz der Kernspinresonanz sind mit sehr hoher Genauigkeit messbar. Das ermöglicht detaillierte Rückschlüsse sowohl auf den Aufbau der Kerne als auch auf ihre sonstigen Wechselwirkungen mit der näheren und weiteren atomaren Umgebung.
Voraussetzung der Kernspinresonanz ist ein Kernspin ungleich Null. Am häufigsten werden die Kerne 1H und 13C zur Beobachtung der Kernspinresonanz genutzt. Weitere untersuchte Kerne sind 2H, 6Li, 10B, 14N, 15N, 17O, 19F, 23Na, 29Si, 31P, 35Cl, 113Cd, 129Xe, 195Pt u. v. a., jeweils in ihrem Grundzustand. Ausgeschlossen sind alle Kerne mit gerader Protonenzahl und Neutronenzahl, da diese im Grundzustand den Spin Null haben. In einigen Fällen wurde die Kernspinresonanz an Kernen in einem genügend langlebigen angeregten Zustand beobachtet.
Zur analogen Beobachtung bei Elektronen siehe Elektronenspinresonanz.

## Geschichte und Entwicklung

### Vor 1940: Zeeman-Effekt und Rabi-Methode
1896 wurde entdeckt, dass sich optische Spektrallinien im Magnetfeld aufspalten (Zeeman-Effekt). Hendrik Antoon Lorentz deutete dies schon bald darauf so, dass die (Kreis-)Frequenz der Lichtwelle sich um den Betrag der Larmor-Frequenz {\displaystyle \pm \omega _{\text{L}}} verschiebt, weil das Atom einen magnetischen Kreisel darstellt, der vom Magnetfeld zu einer Präzessionsbewegung mit der Larmor-Frequenz angeregt wird. 
Nach der Lichtquantenhypothese (Einstein 1905) entspricht die Frequenzverschiebung um {\displaystyle \pm \omega _{\text{L}}} einer Energieänderung {\displaystyle \Delta E=\pm \hbar \omega _{\text{L}}}, die ihrerseits durch die 1916 von Arnold Sommerfeld entdeckte Richtungsquantelung der Drehimpulse erklärt werden konnte. Mit dem Drehimpulsvektor hat auch der dazu parallele magnetische Dipol des Atoms nur diskrete erlaubte Einstellwinkel zum Magnetfeld und entsprechend verschiedene diskrete Werte der magnetischen Energie. So verursacht das Magnetfeld die Aufspaltung eines Energieniveaus in mehrere sogenannte Zeeman-Niveaus. Dieses Bild wurde 1922 im Stern-Gerlach-Experiment direkt bestätigt. Dort wurde gezeigt, dass der kleinste mögliche (nicht verschwindende) Drehimpuls (d. h. Quantenzahl {\displaystyle J={\tfrac {1}{2}}}) nur noch zwei mögliche Einstellwinkel zu einem äußeren Feld haben kann. 
Ende der 1920er Jahre wurde entdeckt, dass Atomkerne ein ca. 1000fach kleineres magnetisches Moment besitzen als Atome, weshalb die von ihnen verursachten Aufspaltungen der Energieniveaus als Hyperfeinstruktur bezeichnet werden. Die Übergangsfrequenzen zwischen benachbarten Hyperfeinniveaus liegen im Bereich der Radiowellen (MHz). 1936 gelang Isidor Rabi der experimentelle Nachweis, dass die Präzessionsbewegung von Atomen, die im Atomstrahl durch ein konstantes Magnetfeld fliegen, durch die Einstrahlung eines magnetischen Wechselfeldes gestört wird, wenn dessen Frequenz mit einer solchen Übergangsfrequenz in Resonanz ist. In der Folge konnten die magnetischen Momente zahlreicher Kerne mit hoher Genauigkeit bestimmt werden, was u. a. die Entwicklung genauerer Kernmodelle ermöglichte.

### 1940er Jahre: Kernspinresonanz in Flüssigkeiten und Festkörpern
Kernspinresonanz im engeren Sinne, also die Änderung des Einstellwinkels der Kernspins zum statischen äußeren Magnetfeld ohne wesentliche Mitwirkung der Atomhülle an der Präzessionsbewegung, wurde 1946 erstmals auf zwei verschiedenen Wegen realisiert. Edward Mills Purcell nutzte zum Nachweis der Resonanz den Energieübertrag aus dem magnetischen Wechselfeld auf die Kernspins und weiter in deren atomare Umgebung. Felix Bloch beobachtete die Wechselspannung, die von dem präzedierenden Dipolmoment der Kerne in einer Spule induziert wird, wenn dies im Resonanzfall nicht mehr parallel zur Richtung des statischen Felds liegt (Methode der „Kerninduktion“). Voraussetzung ist, dass das statische Magnetfeld eine möglichst starke Polarisierung der Kernspins bewirkt, was die Geräteentwicklung zu immer stärkeren Magnetfeldern hin orientiert hat (heute mit supraleitenden Spulen bis 24 Tesla). Diese Methoden ermöglichten nun Messungen an flüssiger und fester Materie und eine weitere Erhöhung der Messgenauigkeit auf bald 6–8 Dezimalstellen. Entsprechend genau waren die damit erhaltenen Messwerte für die magnetischen Kernmomente. In Umkehrung der Fragestellung wurde die Kernspinresonanz so auch zur gebräuchlichen Methode bei der Präzisionsbestimmung von Magnetfeldern. Zudem wurden verschiedene zusätzliche Einflüsse der atomaren Umgebung auf das am Ort der Kerne wirkende Magnetfeld messbar, die zwar klein sind, aber detaillierte Rückschlüsse über Aufbau und Bindungsverhältnisse der Moleküle und ihre gegenseitige Beeinflussung ermöglichen. Daher ist die Kernspinresonanzspektroskopie bis heute eine Standardmethode in der chemischen Strukturforschung und eines der wichtigsten Instrumente der analytischen organischen Chemie.
Anwendungen in der Chemie wurden zunächst für unwahrscheinlich gehalten. Zu den Pionieren gehörte Rex Edward Richards in England, der von Linus Pauling darin unterstützt wurde, nicht auf Skeptiker zu hören. In der Gruppe von Felix Bloch nahm Martin Everett Packard 1946 zuerst das NMR-Spektrum eines organischen Moleküls auf. Ein Durchbruch für den kommerziellen Markt der Verwendung von NMR-Spektrometern in der organischen Chemie war das NMR-Spektrometer A-60 von Varian Associates, entwickelt 1961 von James Shoolery bei Varian, der auch als wesentliche Arbeit in der Verbreitung von Kenntnissen über NMR unter Chemikern leistete und in dessen Popularisierung. Ein weiterer Pionier der NMR-Spektroskopie in der organischen Chemie war John D. Roberts.

### 1950er Jahre: Hochfrequenzpulse und Spinecho
Die Messmöglichkeiten der Kerninduktionsmethode erweiterten sich in den 1950er Jahren, als durch den Einsatz des 10–20 MHz Wechselfeldes in Form kurzzeitiger Pulse die Richtung der Polarisation der Kerne manipulierbar wurde. Liegt die Polarisation zunächst parallel zum konstanten Magnetfeld, kann z. B. durch einen „90°-Puls“ das gesamte Dipolmoment der Probe in eine bestimmte Richtung senkrecht zur Feldrichtung gedreht werden. Das ermöglicht die direkte Beobachtung der anschließenden freien Larmorpräzession des Dipolmoments um die Feldrichtung, denn sie induziert (wie der rotierende Magnet in einem Generator der Elektrotechnik) in einer Antennenspule eine Wechselspannung („freier Induktionszerfall“, FID, für engl. free induction decay). Die Amplitude nimmt dann zeitlich ab, weil der Grad der Ausrichtung der Kernspins längs der gemeinsamen Richtung senkrecht zum Feld abnimmt, teils weil sich die zum statischen Magnetfeld parallele Polarisation wieder herstellt (longitudinale Relaxation), teils durch Feldinhomogenitäten und fluktuierende Störfelder (transversale Relaxation). Beide Prozesse sind hier getrennt beobachtbar, vor allem mittels der von Erwin Hahn erstmals beschriebenen Spin-Echo-Methode.

### 1970/80er Jahre: NMR-Tomographie und Bildgebung
Von den 1970er Jahren an wurde die Kernspinresonanz basierend auf Arbeiten von Peter Mansfield und Paul C. Lauterbur zu einer bildgebenden Methode, der Magnetresonanztomografie, weiterentwickelt. Bei Anlegen eines stark inhomogenen statischen Felds wird die Resonanzfrequenz in kontrollierter Weise vom Ort der Kerne abhängig (Feldgradienten-NMR), allerdings nur in einer Dimension. Daraus kann ein dreidimensionales Bild von der räumlichen Verteilung der Kerne desselben Isotops gewonnen werden, wenn die Messungen nacheinander mit verschiedenen Richtungen der inhomogenen statischen Felder wiederholt werden. Zur Erstellung eines möglichst informationsreichen Bildes, z. B. für medizinische Diagnosen, werden dann nicht nur die Messwerte für die Konzentration des betreffenden Isotops verwertet, sondern auch die für die Relaxationszeiten.
Diese Geräte verwenden supraleitende Magnete und 400 bis 800 MHz-Wechselfelder.

### Spezielle Entwicklungen
Von prinzipiellem physikalischem Interesse sind noch zwei seltener genutzte Methoden: 
- Schon 1954 gelang es, nach der FID-Methode die Larmorpräzession der Wasserstoffkerne (Protonen) einer Wasserprobe im Erdmagnetfeld (ca. 50 μT) nachzuweisen. Die Protonen waren durch ein stärkeres Feld senkrecht zum Erdfeld polarisiert worden, das zu einem bestimmten Zeitpunkt schnell abgeschaltet worden war. Die sofort einsetzende Larmorpräzession induziert eine Wechselspannung mit einer Frequenz von ca. 2 kHz, die z. B. zur genauen Vermessung des Erdmagnetfelds genutzt wird[9]. Absorption aus einem resonanten Wechselfeld ist hierbei nicht erforderlich. Daher handelt es sich hier um den reinsten Fall der Beobachtung der Kerninduktion.
- An Kernen in einem genügend langlebigen angeregten Zustand (kürzeste Lebensdauer bisher 37 μs) ist die Kernspinresonanz erfolgreich gezeigt worden, wobei zum Nachweis hier die veränderte Winkelverteilung der von den Kernen emittierten γ-Strahlung genutzt wurde.[10]

## Physikalische Grundlagen
Bei der Kernspinresonanz lassen sich makroskopische Erklärungen nach der klassischen Physik und mikroskopische Erklärungen nach der Quantenmechanik einfach miteinander kombinieren (hier genauere Begründung). Ausschlaggebend ist dabei, dass die Larmorpräzession der Kernspins eine von ihrer Orientierung unabhängige Größe und Richtung hat. Die entsprechende Wirkung des statischen Feldes kann also durch Übergang in ein Bezugssystem, das mit der Larmorfrequenz um die Feldrichtung rotiert, vollständig wegtransformiert werden, unabhängig von dem jeweiligen Zustand der einzelnen betrachteten Kerne der Probe und der Größe und Richtung des von ihnen gebildeten makroskopischen magnetischen Moments.

### Polarisation
Ein Kern mit dem magnetischen Moment {\displaystyle {\vec {\mu }}} hat in einem Magnetfeld {\displaystyle {\vec {B}}_{0}} eine vom Winkel abhängige potentielle Energie {\displaystyle E_{\mathrm {mag} }=-({\vec {\mu }}\cdot {\vec {B}}_{0})}. Die niedrigste Energie gehört zur parallelen Stellung des Moments zum Feld, die höchste Energie gilt für antiparallele Einstellung. Im thermischen Gleichgewicht bei Temperatur {\displaystyle T} verteilen sich die Momente gemäß dem Boltzmann-Faktor {\displaystyle \exp {(-E_{\mathrm {mag} }/k_{\mathrm {B} }T)}} auf die verschiedenen Energien ({\displaystyle k_{\mathrm {B} }} : Boltzmann-Konstante). Bei typischen Kernmomenten {\displaystyle |{\vec {\mu }}|\approx 10^{-7}\mathrm {eV} /\mathrm {T} } und typischen thermischen Energien {\displaystyle k_{\mathrm {B} }T\approx {\tfrac {1}{40}}\,\mathrm {eV} } unterscheiden sich die Boltzmann-Faktoren zwar nur um weniger als 10−4, doch drückt sich die statistische Bevorzugung der kleinen Einstellwinkel gegenüber den großen durch einen von Null verschiedenen Mittelwert {\displaystyle \langle {\vec {\mu }}\rangle } aus. Es entsteht eine Polarisation und damit ein makroskopisches magnetisches Moment {\displaystyle {\vec {M}}=N_{\text{Kern}}\cdot \langle {\vec {\mu }}\rangle } parallel zum äußeren Feld {\displaystyle {\vec {B}}_{0}} (darin {\displaystyle N_{\text{Kern}}}: Anzahl der Kerne). Soweit die klassische Erklärung der Polarisation durch (Kern-)paramagnetismus.

### Zeeman-Niveaus
Nach der Quantenmechanik wirkt in Zuständen mit bestimmtem Drehimpuls jeder Vektoroperator parallel zum Drehimpulsoperator {\displaystyle {\hat {\vec {I}}}}, man schreibt
{\displaystyle {\hat {\vec {\mu }}}=\gamma \cdot {\hat {\vec {I}}}}.
Die Konstante {\displaystyle \gamma } heißt gyromagnetisches Verhältnis, sie hat für jedes Nuklid einen charakteristischen Wert (siehe auch Landé-Faktor). 
Für den Vektor {\displaystyle {\vec {\mu }}} gilt daher auch die vom Drehimpuls bekannte Richtungsquantelung, nach der bei gegebener Drehimpuls-Quantenzahl {\displaystyle I} der Cosinus des Einstellwinkels zur Feldrichtung in den Energieeigenzuständen nur die Werte {\displaystyle {\tfrac {m}{\sqrt {I(I+1)}}}} annehmen kann, wobei die magnetische Quantenzahl die Werte {\displaystyle m=-I,-(I-1),\dots ,(I-1),\,I} durchläuft. Die größtmögliche Komponente von {\displaystyle {\vec {\mu }}} längs des Feldes, auch als der Betrag des magnetischen Moments bezeichnet, ist daher {\displaystyle \mu =\gamma \hbar I}. 
Die zum Feld parallele Komponente {\displaystyle \mu _{z}} des Moments hat folglich einen der Werte 
{\displaystyle \mu _{z}={\frac {\mu }{I}}m=\gamma \hbar m}
und die magnetische Energie {\displaystyle E_{\mathrm {mag} }} entsprechend:
{\displaystyle E_{m}=-{\frac {\mu }{I}}B_{0}m=-\gamma \hbar mB_{0}}
({\displaystyle B_{0}}: Betrag von {\displaystyle {\vec {B}}_{0}}.) Diese Formel gibt die Energien der {\displaystyle (2I{\mathord {+}}1)} Zeeman-Niveaus, die aus der  äquidistanten Aufspaltung des Niveaus mit Kernspin {\displaystyle I} hervorgehen. Der Abstand benachbarter Zeeman-Niveaus entspricht gerade der Larmor-Frequenz {\displaystyle \omega _{\mathrm {L} }}, also der Frequenz, mit der ein (klassischer wie auch quantenmechanischer) magnetischer Kreisel im Feld {\displaystyle {\vec {B}}} präzediert:
{\displaystyle \Delta E=\hbar \omega _{\mathrm {L} }=\gamma \hbar B_{0}}.
Die Besetzungszahlen der Zeeman-Niveaus nehmen im thermischen Gleichgewicht von {\displaystyle m=+I} bis {\displaystyle m=-I} ab (bei positivem {\displaystyle \gamma }, sonst umgekehrt), jedoch größenordnungsmäßig um nicht mehr als 10−4 relativ.

### Relaxation
Die Einstellung der Gleichgewichtspolarisation der Kernspins parallel zum äußeren Feld wird longitudinale Relaxation genannt. Sie dauert in flüssigen und festen Proben bis zu mehreren Sekunden (in Gasen kann sie Wochen dauern), wenn die Probe keine paramagnetischen Beimischungen enthält, also Atome mit permanentem magnetischen Dipolmoment, die durch fluktuierende Magnetfelder Übergänge zwischen den Zeeman-Niveaus bewirken und damit den Energieaustausch mit den Kernspins beschleunigen. Die Zeitkonstante wird mit {\displaystyle T_{1}} bezeichnet. Der Abbau einer zum Feld senkrechten Polarisation bis zum Gleichgewichtswert Null  heißt transversale Relaxation und geht (meistens) schneller vonstatten (Zeitkonstante {\displaystyle T_{2}^{*}}), weil hierzu kein Energieumsatz nötig ist; vielmehr genügt es, dass die quer zum Magnetfeld ausgerichteten Kernspins durch kleine Fluktuationen bei ihrer ständigen Larmor-Präzession um die Feldrichtung ihre gemeinsame Ausrichtung verlieren. Zeitlich folgt die Annäherung an das Gleichgewicht in guter Näherung einer einfachen abklingenden Exponentialfunktion.

### Bloch-Gleichungen
Die Bloch-Gleichungen fassen die Larmor-Präzession und die longitudinale und transversale Relaxation in einer einzigen Bewegungsgleichung für den Vektor des magnetischen Moments {\displaystyle {\vec {M}}=(M_{x},M_{y},M_{z})}  zusammen (mit Magnetfeld {\displaystyle {\vec {B}}_{0}=(0,0,B_{0})} und Gleichgewichtsmagnetisierung {\displaystyle {\vec {M}}_{0}=(0,0,M_{0})}, beide parallel zur {\displaystyle z}-Achse):
{\displaystyle {d{\vec {M}} \over dt}=\gamma {\vec {M}}{\mathord {\times }}{\vec {B}}_{0}\ -\ {\begin{pmatrix}{\tfrac {M_{x}}{T_{2}^{*}}}\\[0.5em]{\tfrac {M_{y}}{T_{2}^{*}}}\\[0.5em]{\tfrac {M_{z}-M_{0}}{T_{1}}}\end{pmatrix}}}
Darin beschreibt das Kreuzprodukt die Larmorpräzession mit der Winkelgeschwindigkeit {\displaystyle {\vec {\omega }}_{\mathrm {L} }=\gamma {\vec {B}}_{0}}. Im 2. Term ist die Relaxation phänomenologisch als Prozess 1. Ordnung (d. h. einfaches exponentielles Abklingen)  zusammengefasst, wobei die Zeitkonstante für die zum Feld parallele Komponente von {\displaystyle {\vec {M}}} eine andere ist als für die transversalen. Die Bloch-Gleichungen gelten nach der Quantenmechanik auch für den Erwartungswert des magnetischen Moments jedes einzelnen Kerns {\displaystyle \langle {\vec {\mu }}\rangle .}

### Transversales Wechselfeld und Absorption von Energie
Ein schwaches zusätzliches Wechselfeld, z. B. in {\displaystyle x}-Richtung, lässt sich immer als Summe von zwei zirkular polarisierten Wechselfeldern auffassen, die z. B. um die {\displaystyle z}-Achse (d. h. die Richtung des starken konstanten Feldes) in entgegengesetztem Sinn rotieren. 
- In quantenmechanischer Betrachtung induziert dieses Wechselfeld im Resonanzfall Übergänge zwischen den Zeeman-Niveaus in der einen oder anderen Richtung, denn seine zirkular polarisierten Quanten haben den richtigen Drehimpuls ({\displaystyle z}-Komponente {\displaystyle \pm 1\hbar }) und mit {\displaystyle \hbar \omega _{\mathrm {L} }} dann gerade die richtige Energie. Diese Übergänge stören das thermische Gleichgewicht, denn sie verringern bestehende Unterschiede in den Besetzungszahlen. Das bedeutet eine Netto-Energieaufnahme, weil sich vorher mehr Kerne in niedrigeren Energiezuständen befanden als in höheren, dem thermischen Gleichgewicht entsprechend. Dieser Energiefluss aus dem Wechselfeld in das System der Kernspins würde mit Erreichen der Gleichbesetzung zum Erliegen kommen. Der thermische Kontakt des Spinsystems zur Umgebung, der ja schon für das Hervorbringen der ursprünglichen Gleichgewichtsmagnetisierung entscheidend ist, entzieht dem so gestörten Spinsystem aber laufend Energie. Es stellt sich bei einer etwas verringerten Magnetisierung ein Fließgleichgewicht ein. Der hierfür maßgebliche Parameter ist die longitudinale Relaxationszeit {\displaystyle T_{1}}. Auf dieser continuous wave-Methode beruhen die ersten Nachweise und Anwendungen der Kernspinresonanz nach der Methode von Purcell.
- In makroskopischer Betrachtung lässt sich leichter übersehen, welche Bewegung des makroskopischen Dipolmoments daraus resultiert: Die mit der Larmorpräzession mitrotierende der beiden Komponenten des Wechselfelds stellt im Resonanzfall im mitrotierenden Bezugssystem ein konstantes Feld senkrecht zur {\displaystyle z}-Achse dar. Auf den Dipol wirkt es mit einem Drehmoment, das ihm eine weitere Larmorpräzession um die (sich in der xy-Ebene mitdrehende) Achse dieses Zusatzfelds aufzwingt. Da sich dabei der Einstellwinkel zum viel stärkeren statischen Feld {\displaystyle {\vec {B}}_{0}} ändern muss, nimmt der Dipol aus dem Wechselfeld Energie auf oder gibt welche ab. Stand der Dipol vorher parallel zur Feldrichtung {\displaystyle {\vec {B}}_{0}}, kann er im verdrehten Zustand selber eine Wechselspannung in einer Empfängerspule induzieren. Ist das Wechselfeld gepulst, kann je nach Einwirkungsdauer das Dipolmoment z. B. gezielt genau um 90° gedreht oder auch ganz umgekehrt werden (soweit die Relaxationszeit {\displaystyle T_{1}} das zulässt). Daraus ergeben sich die zahlreichen verschiedenen Pulsmethoden mit ihren vielseitigen Messmöglichkeiten (z. B. das Spin-Echo zur getrennten Bestimmung von {\displaystyle T_{1}} und {\displaystyle T_{2}^{*}}).

## Apparate und Methoden

Prinzipieller Aufbau zum Nachweis der magnetischen Kernresonanz

Eine NMR-Apparatur besteht typischerweise aus einem Magneten zur Erzeugung eines möglichst starken und homogenen statischen Magnetfelds, in das die Probe eingebracht werden kann, und je einer kleinen Magnetspule für Erzeugung bzw. Nachweis eines hochfrequenten transversalen Magnetfelds (s. Abb.). Bloch und Purcell benutzten in ihren ersten erfolgreichen Apparaturen ein statisches Feld der Größenordnung 1 T, erzeugt durch einen Elektromagneten. Zur Verbesserung der räumlichen Konstanz des Felds und zu seiner Feinregelung waren kleine Zusatzspulen angebracht. Bei {\displaystyle B_{0}=1\mathrm {T} } ist die Resonanzfrequenz von Protonen {\displaystyle f_{\mathrm {L} }\equiv {\tfrac {\omega _{\mathrm {L} }}{2\pi }}=42{,}5\;\mathrm {MHz} }. Die Spule, welche zum Empfang des hochfrequenten Magnetfelds diente, war bei Blochs Apparatur senkrecht zur Senderspule ausgerichtet, um den direkten Empfang des von der Senderspule erzeugten Wechselfelds zu eliminieren. Die von der Empfängerspule abgegebene Wechselspannung ist dann nur von den Protonen verursacht, deren magnetische Momente mit der Larmorpräzession um die Feldrichtung rotieren, nachdem sie durch das eingestrahlte Wechselfeld im Resonanzfall erfolgreich aus der Richtung des statischen Felds weggedreht worden sind. Purcell benutzte in seiner Apparatur nur eine Spule für Sendung und Empfang, wobei die Resonanz sich dadurch bemerkbar macht, dass die von den Kernen in der Spule induzierte Wechselspannung zur angelegten Wechselspannung entgegengesetzt ist, wodurch dem Sender mehr Energie entzogen wird. Bei einem absichtlich schwach ausgelegten Sender führt das zu einer leicht nachweisbaren Verringerung der Schwingungsamplitude. Um die Resonanz zu finden, ohne die Frequenz des Senders verstellen zu müssen, wurde durch die Zusatzspulen die Feldstärke des statischen Felds variiert. Daher wurden die Resonanzkurven nach der Purcell-Methode in den NMR-Spektren nicht über der Frequenz aufgetragen, sondern über dem angelegten Magnetfeld {\displaystyle B_{0}}. 
In der organischen Chemie setzte sich NMR-Spektroskopie mit der Verfügbarkeit billiger, einfach zu bedienender Apparate durch, zuerst dem A-60 von Varian Associates, entwickelt unter Leitung von James Shoolery.
In der heutigen Zeit werden für energieaufgelöste NMR (Kernspinresonanzspektroskopie), für zeitaufgelöste NMR (Relaxationszeitmessungen) und für ortsaufgelöste NMR (Feldgradienten-NMR) fast ausschließlich NMR-Impulsspektrometer verwendet. Die ersten kommerziellen und „quarzkontrollierten“ Impulsspektrometer wurden in den 1960er Jahren in Deutschland von einer Gruppe um die Physiker Bertold Knüttel und Manfred Holz in der Firma Bruker entwickelt und hergestellt. Dabei werden die Kerne mit Hochfrequenzimpulsen angeregt und das NMR-Signal als freier Induktionsabfall(FID) oder Spin-Echo gemessen. Bei den „quarzkontrollierten“ Geräten werden alle Sendefrequenzen und alle Zeiten im Impulsprogramm (Impulsabstände, Impulsdauer etc.) im NMR-Experiment von einem einzigen Mutterquarz abgeleitet
und es ergibt sich eine quarzstabile, aber variierbare Phasenbeziehung zwischen Sender-Hochfrequenz und z. B. dem Impulsbeginn. Dies erlaubt die Einstellung der Hf-Phase und damit der Hf-Einstrahlungsrichtung der einzelnen Hochfrequenz-Sendeimpulse in einer komplexen Impulsserie, was eine unabdingbare Voraussetzung bei den meisten modernen NMR-Experimenten ist.  In den, ebenfalls in den 1960er Jahren entwickelten, Fourier-Transformations (FT) Spektrometern werden dann die in der Zeitdomäne aufgenommenen Signale (z. B. der FID) durch Computer in Signale in der Frequenzdomäne (Spektrum) transformiert. Auf dieser Basis arbeiten heute fast alle Kernspinresonanzapparate.

## Anwendungen
- Chemie: Kernspinresonanzspektroskopie
- Physikalische Chemie: Diffusion, Mikrodynamik und -struktur von Flüssigkeiten
- Medizin: Kernspintomografie, Diffusions-Tensor-Bildgebung
- Geophysik: Protonenmagnetometer, Porengrößen und -form in Gesteinen und Sedimenten
- Quantencomputing: Quantensimulation[12][13]